# Парадокс планктона
Парадокс планктона (планктонный парадокс) — описание такой ситуации в водной экосистеме, при которой ограниченный круг ресурсов поддерживает неожиданно широкий спектр видов планктона, по-видимому, нарушая принцип конкурентного исключения.

## История
Дж. Э. Хатчинсон обнаружил (1961) возможность сосуществования множества видов планктонных водорослей и назвал это «планктонным парадоксом».
Он характеризуется отсутствием конкурентного исключения доминирующих видов в фитопланктоне, что проявляется в одновременном сосуществовании в сообществах
большого числа видов из-за исключения конкуренции.

## Экологический парадокс
Парадокс планктона возникает из-за столкновения наблюдаемого разнообразия планктона c принципом конкурентного исключения, известным также как принцип Гаузе, который утверждает, что, когда два вида конкурируют за тот же ресурс, в конечном счёте, будет сохраняться численность только одного вида, а другой окажется на грани вымирания. Вопреки принципу Гаузе, жизнь фитопланктона разнообразна на всех филогенетических уровнях, несмотря на ограниченный круг ресурсов (например, свет, нитраты, фосфаты, кремниевая кислота, железо), за которые ведётся конкуренция.
Первоначально парадокс планктона был описан в 1961 году Дж. Э. Хатчинсоном, который предположил, что это противоречие может быть разрешено при помощи таких факторов, как вертикальные градиенты света или турбулентности, симбиоз или комменсализм, дифференцированное хищничество или постоянно меняющиеся условия окружающей среды.
В более поздних работах предполагается, что парадокс может быть решён такими факторами, как хаотическое движение жидкости, селективность выедания (предпочтение добычи определённого размера), пространственно-временная неоднородность и экологические колебания. В целом, некоторые исследователи полагают, что экологические и относящиеся к окружающей среде факторы постоянно взаимодействуют таким образом, что среда обитания планктона никогда не достигает равновесия, благоприятствующего одному из видов. В исследовании Митчелла и др. (2008 г.) было обнаружено, что маломасштабный анализ распределения планктона показал пятна скоплений, порядка 10 см, имеющие достаточную продолжительность жизни (больше 10 минут) для создания возможности выедания планктона, конкуренции и заражения.